# Sportovní střelba na Letních olympijských hrách 2012
Střelba se na Letních olympijských her 2012 v Londýně uskutečnila ve dnech 28. července až 6. srpna 2012 v Royal Artillery Barracks. Celkem se soutěžilo v 15 disciplínách. Nejúspěšnějšími střelci se stali Korejci se ziskem 3 zlatých a 2 stříbrných medailí. Dvěma závodníkům se podařilo získat dva cenné kovy – Niccolo Campriani získal zlatou a stříbrnou medaili, Olena Kostevyčová pak dvě bronzové.

## Medailisté

### Přehled dle zemí
| Pořadí | Země                   | Zlato | Stříbro | Bronz | Celkem |
| 1      | Jižní Korea            | 3     | 2       | 0     | 5      |
| 2      | Spojené státy americké | 3     | 0       | 1     | 4      |
| 3      | Itálie                 | 2     | 3       | 0     | 5      |
| 4      | Čína                   | 2     | 2       | 3     | 7      |
| 5      | Rumunsko               | 1     | 0       | 0     | 1      |
| 5      | Kuba                   | 1     | 0       | 0     | 1      |
| 5      | Velká Británie         | 1     | 0       | 0     | 1      |
| 5      | Bělorusko              | 1     | 0       | 0     | 1      |
| 5      | Chorvatsko             | 1     | 0       | 0     | 1      |
| 10     | Indie                  | 0     | 1       | 1     | 2      |
| 10     | Srbsko                 | 0     | 1       | 1     | 2      |
| 10     | Slovensko              | 0     | 1       | 1     | 2      |
| 10     | Francie                | 0     | 1       | 1     | 2      |
| 14     | Dánsko                 | 0     | 1       | 0     | 1      |
| 14     | Polsko                 | 0     | 1       | 0     | 1      |
| 14     | Švédsko                | 0     | 1       | 0     | 1      |
| 14     | Belgie                 | 0     | 1       | 0     | 1      |
| 18     | Ukrajina               | 0     | 0       | 2     | 2      |
| 19     | Katar                  | 0     | 0       | 1     | 1      |
| 19     | Slovinsko              | 0     | 0       | 1     | 1      |
| 19     | Rusko                  | 0     | 0       | 1     | 1      |
| 19     | Česko                  | 0     | 0       | 1     | 1      |
| 19     | Kuvajt                 | 0     | 0       | 1     | 1      |
| Total  | Total                  | 15    | 15      | 15    | 45     |

### Muži
| Kategorie                    | Zlato                                          | Výkon  | Stříbro                            | Výkon  | Bronz                                         | Výkon  |
| ---------------------------- | ---------------------------------------------- | ------ | ---------------------------------- | ------ | --------------------------------------------- | ------ |
| 50 m malorážka polohový      | Niccolò Campriani · Itálie (ITA)               | 1278,5 | Kim Jong-Hyun · Jižní Korea (KOR)  | 1272,5 | Matthew Emmons · Spojené státy americké (USA) | 1271,3 |
| 50 m malorážka 60 ran vleže  | Sergej Martynov · Bělorusko (BLR)              | 705,5  | Lionel Cox · Belgie (BEL)          | 701,2  | Rajmond Debevec · Slovinsko (SLO)             | 701,0  |
| 10 metrů vzduchová puška     | Alin George Moldoveanu · Rumunsko (ROU)        | 702,1  | Niccolò Campriani · Itálie (ITA)   | 701,5  | Garan Narang · Indie (IND)                    | 701,1  |
| 50 metrů libovolná pistole   | Čin Čong-o · Jižní Korea (KOR)                 | 662,0  | Choi Young-Rae · Jižní Korea (KOR) | 661,5  | Wang Č'-wej · Čína (CHN)                      | 658,6  |
| 25 metrů rychlopalná pistole | Leuris Pupo · Kuba (CUB)                       | 34     | Vijay Kumar · Indie (IND)          | 30     | Ting Feng · Čína (CHN)                        | 27     |
| 10 metrů vzduchová pistole   | Čin Čong-o · Jižní Korea (KOR)                 | 688,2  | Luca Tesconi · Itálie (ITA)        | 685,8  | Andrija Zlatić · Srbsko (SRB)                 | 685,2  |
| Trap                         | Giovanni Černogoraz · Chorvatsko (CRO)         | 146    | Massimo Fabbrizi · Itálie (ITA)    | 146    | Fehaíd Al Díhání · Kuvajt (KUW)               | 145    |
| Double Trap                  | Peter Wilson · Velká Británie (GBR)            | 188    | Håkan Dahlby · Švédsko (SWE)       | 186    | Vasilij Mosin · Rusko (RUS)                   | 185    |
| Skeet                        | Vincent Hancock · Spojené státy americké (USA) | 148    | Anders Golding · Dánsko (DEN)      | 146    | Násir al-Attíja · Katar (QAT)                 | 144    |

### Ženy
| Kategorie                  | Zlato                                                | Výkon | Stříbro                                    | Výkon | Bronz                              | Výkon |
| -------------------------- | ---------------------------------------------------- | ----- | ------------------------------------------ | ----- | ---------------------------------- | ----- |
| 10 metrů vzduchová puška   | I S’-ling · Čína (CHN)                               | 502,9 | Sylwia Brogacká · Polsko (POL)             | 502,2 | Tan Jü · Čína (CHN)                | 501,5 |
| 50 m malorážka polohový    | Jamie Lynnová Grayová · Spojené státy americké (USA) | 691,9 | Ivana Maksimovićová · Srbsko (SRB)         | 687,5 | Adéla Sýkorová · Česko (CZE)       | 683,0 |
| 25 metrů pistole           | Kim Jang-Mi · Jižní Korea (KOR)                      | 792,4 | Čchen Jing · Čína (CHN)                    | 791,4 | Olena Kostevyčová · Ukrajina (UKR) | 788,6 |
| 10 metrů vzduchová pistole | Kuo Wen-ťün · Čína (CHN)                             | 488,1 | Celine Gobervilleová · Francie (FRA)       | 486,6 | Olena Kostevyčová · Ukrajina (UKR) | 486,6 |
| Trap                       | Jessica Rossiová · Itálie (ITA)                      | 99 WR | Zuzana Rehák Štefečeková · Slovensko (SVK) | 93    | Delphine Reauová · Francie (FRA)   | 93    |
| Skeet                      | Kim Rhodeová · Spojené státy americké (USA)          | 99    | Ning Wej · Čína (CHN)                      | 91    | Danka Barteková · Slovensko (SVK)  | 90    |